# Tudor Casapu
Tudor Casapu (en ruso: Фёдор Касапу, Fiódor Kasapu; Mingir, URSS, 18 de septiembre de 1963) es un deportista moldavo que compitió para la Unión Soviética en halterofilia.
Participó en los Juegos Olímpicos de Barcelona 1992, obteniendo una medalla de oro en la categoría de 75 kg. Ganó dos medallas en el Campeonato Mundial de Halterofilia, oro en 1990 y bronce en 1991, y una medalla de bronce en el Campeonato Europeo de Halterofilia de 1991.
En 1999 se retiró de la competición; posteriormente ejerció de presidente de la Federación Moldava de Halterofilia.

## Palmarés internacional
| Representando a la URSS           |                           |                   |           |
| Campeonato Mundial                |                           |                   |           |
| Año                               | Lugar                     | Medalla           | Categoría |
| 1990                              | Budapest (Hungría)        | Medalla de oro    | 75 kg     |
| 1991                              | Donaueschingen (Alemania) | Medalla de bronce | 75 kg     |
| Campeonato Europeo                |                           |                   |           |
| Año                               | Lugar                     | Medalla           | Categoría |
| 1991                              | Władysławowo (Polonia)    | Medalla de bronce | 75 kg     |
| Representando al Equipo Unificado |                           |                   |           |
| Juegos Olímpicos                  |                           |                   |           |
| Año                               | Lugar                     | Medalla           | Categoría |
| 1992                              | Barcelona (España)        | Medalla de oro    | 75 kg     |